# تپه پا تپه
تپه پا تپه مربوط به دوره نوسنگی - عصر مس و سنگ - هزاره ۴ تا ۳ قم - آغاز ادبیات - سده‌های اولیه دوران‌های تاریخی پس از اسلام است و در شهرستان خرم‌آباد، بخش مرکزی، دهستان رباط نمکی، روستای آزادخانی واقع شده و این اثر در تاریخ ۲۸ اسفند ۱۳۸۵ با شمارهٔ ثبت ۱۸۸۵۹ به‌عنوان یکی از آثار ملی ایران به ثبت رسیده است.